# Groźna grota
Groźna grota (ang. The Grim Grotto) – jedenasty tom serii książek pt. Seria niefortunnych zdarzeń, napisanej przez amerykańskiego pisarza Daniela Handlera pod pseudonimem Lemony Snicket. Powieść została wydana w latach 2004 (wersja angielska) i 2005 (wersja polska). Składa się z trzynastu rozdziałów. Premiera serialowej ekranizacji książki na platformie Netflix w Polsce i na świecie odbyła się 1 stycznia 2019 roku; akcja powieści stanowi trzeci oraz czwarty odcinek trzeciego sezonu produkcji. 

## Fabuła
Wioletka, Klaus i Słoneczko Baudelaire w tajemniczej łodzi podwodnej eksplorują odmęty oceanu w poszukiwaniu zagubionej cukiernicy. Z pomocą przyjdzie im kapitan łodzi oraz jego pasierbica, Fiona, która wykazuje zainteresowanie mykologią i Klausem Baudelaire. Dzieci pod wodą nie zaznają jednak spokoju – czyhają na nie niebezpieczeństwa w postaci zabójczych grzybów, mechanicznego potwora i żądnego zemsty złoczyńcy, Hrabiego Olafa.